# Volkswagen Chico

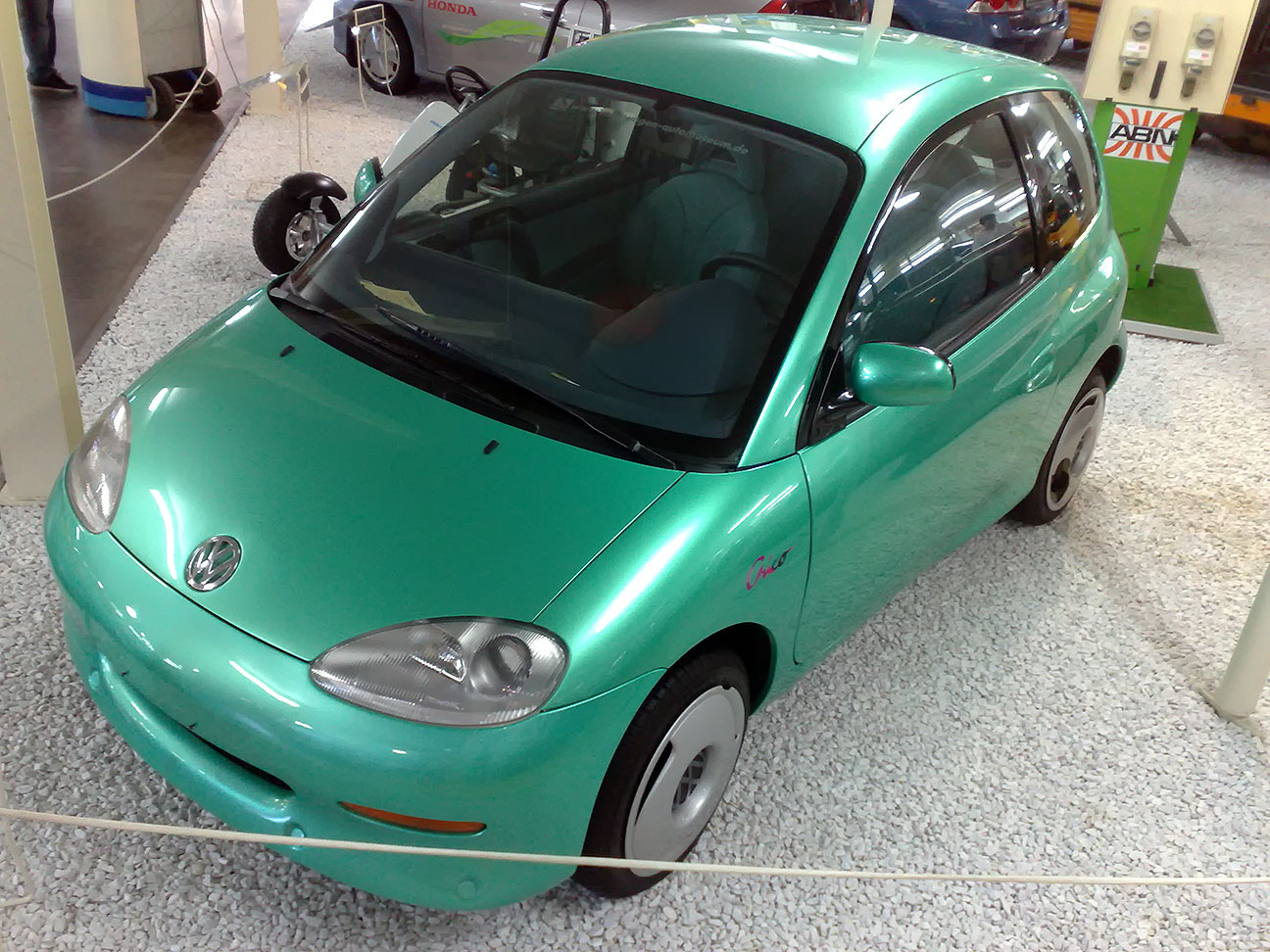

O Volkswagen Chico é um veículo conceitual apresentado pela Volkswagen em 1992. Trata-se de um automóvel hatch, voltado ao uso urbano, duas portas, quatro passageiros. Possui dois motores: um de dois cilindros de 34 cv e um elétrico de 8 cv, que poderia funcionar em conjunto para um aumento de potência.
O Chico era esperado para ser lançado nos Estados Unidos e no Reino Unido em julho de 2012. O carro seria o menor modelo já fabricado pela Volkswagen, no entanto, nunca chegou a ter produção em série.